# 大卫·哈克特·费舍尔
大卫·哈克特·费舍尔（英語：David Hackett Fischer，1935年12月2日—）是一位美国历史学家和民俗学家，现为布兰戴斯大学教授，主要作品有《阿尔比恩的种子：美国文化的源与流》（Albion's Seed: Four British Folkways in America）、《美利坚开国生死战：华盛顿横渡特拉华河》（Washington's Crossing）、《价格革命：一部全新的世界史》（The Great Wave: Price Revolutions and the Rhythm of History）等。